# Stille Nacht (bier)
Stille Nacht is een Belgisch bier.
Het bier wordt gebrouwen door De Dolle Brouwers te Esen (een deelgemeente van Diksmuide).
Stille Nacht is een amberkleurig kerstbier van hoge gisting met een alcoholpercentage van 12%. Het wort heeft een zeer zware densiteit: 22° Plato. Het is dan ook onbeperkt houdbaar.

## Onderscheidingen
- In 2005, 2007, 2010, 2011 en 2012 werd Stille Nacht gekozen tot beste kerstbier op het Kerstbierfestival te Essen.[1]